# Kalanchoe rotundifolia
Kalanchoe rotundifolia là một loài thực vật có hoa trong họ Crassulaceae. Loài này được (Haw.) Haw. miêu tả khoa học đầu tiên năm 1825.